# Bondgenotenoorlog (357-355 v.Chr.)
De Bondgenotenoorlog van 357 tot 355 v.Chr. werd gevoerd door Athenes bondgenoten in de Tweede Delisch-Attische Zeebond, tegen het heerszuchtige Athene. 

## Oorzaak
Door de steeds toenemende dominantie van Athene in de bond kwamen Byzantium en de eilandstaten Chios, Rhodos en Cos in opstand, gesteund door satraap Mausolus van Carië. De Atheense generaals Chares en Chabrias kregen het bevel over de Atheense vloot.

## Oorlog
In de zomer van 357 v.Chr. werd de vloot van Chabrias verslagen en hij werd gedood in de aanval op het eiland Chios. Hierna kreeg Chares het opperbevel over de Atheense vloot en hij trok zich terug naar de Hellespont voor operaties tegen Byzantium. De generaals Timotheus, Iphicrates en zijn zoon Menestheus werden te hulp gestuurd voor de naderende zeeslag tegen de in het zich liggende vloot op de Hellespont. Timotheus en Iphicrates weigerden aan te vallen tijdens een hevige storm, maar Chares viel echter wel aan en verloor vele van zijn schepen. Timotheus en Iphicrates werden door Chares beschuldigd en er werd een rechtszaak tegen ze aangespannen, alhoewel Timotheus een boete moest betalen, en ontsnapte.
In 356 v.Chr. verwoestten de rebellerende bondgenoten de eilanden Lemnos en Imbros, die trouw aan Athene waren gebleven. Ze waren maar in staat om Samos te belegeren omdat het slechts werd verdedigd door cleruchs. Chares had het bevel over de Atheense vloot en hij liep in de slag bij Embata een beslissende nederlaag op.

## De tussenkomst van Philippus II
Koning Philippus II van Macedonië, de vader van Alexander de Grote, gebruikte de oorlog als een gelegenheid om zijn invloed in Griekenland uit te breiden. In 357 v.Chr. veroverde hij Amphipolis, een depot en toegang voor zowel de goud- en zilvermijnen uit de Pangaeusberg als voor het hout. Dit verzekerde de economische en politieke toekomst van Macedonië. In het geheim bood hij Amphipolis aan Athene in ruil voor de waardevolle haven Pydna, maar toen zij overeenkwamen werden zowel Pydna als Potidaea veroverd tijdens de winter en bezet; Amphipolis gaf zichzelf niet over. Philippus II veroverde ook de steden Crenides op de Odrysae en hij hernoemde de stad Philippi.
De leidende polis van de Chalcidische bond, Olynthos, was een bondgenoot geweest van Philippus totdat ze zijn toenemende macht begonnen te vrezen. Ondanks talrijke pogingen van Philippus om de alliantie te behouden, waaronder de schenking van de stad Potidaea, werd Olynthus bondgenoot van Athene. In 349 v.Chr. belegerde Philippus de stad en hij verwoestte haar tot de grond, en daarna onderwierp hij de andere steden van de Chalcidische bond.

## De tussenkomst van Perzië en het einde van de oorlog
Chares was door de oorlog in geldnood geraakt maar hij weigerde er in Athene om te vragen, daarom trad hij, gedeeltelijk gedwongen door zijn huurlingen, in dienst van de rebellerende Perzische stad Atrabazus. De Atheners keurden deze collaboratie eerst goed maar daarna bevalen ze om hiermee op te houden door de klachten van de Perzische koning Artaxerxes III Ochus en hun vrees voor Perzische hulp aan de rebellerende steden.
Als een gevolg van de toenemende operaties van Athene vlak bij het Perzische rijk vroeg Perzië Athene in 356 v.Chr. om Klein-Azië te verlaten, met de waarschuwing van oorlog. In 355 v.Chr. trok Athene, niet gereed voor nog een oorlog, zich terug en erkende de onafhankelijkheid van de rebellerende steden. In plaats van Chares constante oorlog kwam er vrede onder Eubulus. De financiële middelen die overgebleven waren van de oorlog werden in een fonds voor publiek vermaak geïnvesteerd.